# رحلة الخطوط الجوية التشيكوسلوفاكية 511
رحلة الخطوط الجوية التشيكوسلوفاكية 511 كانت رحلة تشغلها طائرة من طراز إليوشن إي أل-١٨ تحطمت في إيغنسدورف بالقرب من مدينة نورنبرغ في ألمانيا الغربية بتاريخ 28 مارس 1961 أثناء تحليقها عبر الأجواء الألمانية.
خلصت لجنة التحقيق الألمانية إلى أن السبب الرئيسي للحادث هو خطأ بشري من الطيار أو خلل في نظام الطيار الآلي. إلا أن المحققين السوفييت رفضوا هذا الاستنتاج، وذكروا أن الحادث نجم عن انفجار وقع بالقرب من ذيل الطائرة، رغم عدم توفر مصدر موثق لهذا الادعاء.